# Мери Шели (филм)
Мери Шели (енгл. Mary Shelley) је романтична драма инспирисана животом истоимене списатељице. Филм је објављен 2017. године. Филм прати живот младе Мери и њену романтичу везу са песником Перси Шелијем и обрађује догађаје који су је подстакли да напише роман Франкенштајн или модерни Прометеј.

## Радња филма
Мери Годвин је ћерка издавача и филозофа Вилијама Годвина. Њена мајка је умрла убрзо након порођаја и Мери је одрасла уз свог оца, маћеху и полусестру.
Приликом посете Шкотској, Мери упознаје и заљубљује се у младог песника Перси Шелија, који је већ ожењен. Упркос томе двоје одлуче да заједно побегну и поведу Мерину полусестру са собом. Убрзо долази до несугласица између Мери и Персија, првенствено због његовог либералног става према браку и односу између партнера. Њихов однос кулминира када Мери изгуби тек рођену бебу.
Овај трагичан догађај и присуствовање приказу примене галванизма, где су помоћу струје изазване контракције мишића мртве жабе, ће имати велики утицај на стварање лика чудовишта у роману Франкенштајн.